# Xaver Hafer
Xaver Hafer (* 6. Oktober 1915 in Hannover; † 30. September 2003) war ein deutscher Luftfahrtingenieur.

## Leben
Kindheit und Schulzeit verbrachte er in seiner Heimatstadt Hannover. Nach Abschluss eines Flugzeugbaustudiums an der Technischen Hochschule Hannover trat er am 1. Juni 1939 in die Entwicklungsabteilung der Firma Heinkel in Rostock ein. Xaver Hafer arbeitete in dieser Zeit mit den Luftfahrt-Ingenieuren Siegfried Günter und Karl Schwärzler zusammen, die sein Denken und seine Arbeitsweise als Ingenieur prägten. 1942 wechselte er in die Entwicklungsabteilung der Firma Heinkel in Wien, wo er an der Entwicklung des Volksjägers He 162 mitarbeitete.
1954 trat Hafer in die neue Firma Heinkel ein und war in den folgenden Jahren maßgebliche am Wiederaufbau der deutschen Luftfahrtindustrie beteiligt. 1957 promovierte er an der Technischen Hochschule Braunschweig bei Professor Schlichting.
Am 1. Mai 1966 übernahm Prof. Dr.-Ing. Xaver Hafer die Leitung des Lehrstuhls für Flugtechnik an der Universität Darmstadt. Er arbeitete mit den Forschungsschwerpunkten Flugmechanik und Aerodynamik und auf einem Spezialgebiet, in dem er sich als Pionier einen besonderen Namen machte, nämlich der Problematik der steil- und senkrechtstartenden Flugzeuge.
Seine Bücher Flugmechanik und Flugleistung (mit Gerhard Brüning), Senkrechtstarttechnik und Flugmechanik: Moderne Flugzeug- und Steuerungskonzepte (mit Günter Sachs) gelten als Standardwerke.